# 할리마 야콥
할리마 야콥(말레이어: Halimah binti Yacob, 1954년 8월 23일~)은 싱가포르의 제8대 대통령이다. 인도, 말레이시아 혈통을 가지고 있으며 소속 정당은 인민행동당이다. 여성 정치인으로써 처음으로 싱가포르의 대통령에 선출되었다.
2011년 5월 21일부터 2013년 1월 13일까지 싱가포르 공동체 발전·청소년·체육부 부장을 역임했으며, 2013년 1월 14일부터 2017년까지 싱가포르 국회의장을 지냈다. 2017년 9월 14일 제8대 싱가포르의 대통령으로 당선되어 취임하였다.

## 역대 선거 결과
| 선거명      | 직책명                             | 대수 | 정당       | 득표율   | 득표수   | 결과 | 당락 |
| ----------- | ---------------------------------- | ---- | ---------- | -------- | -------- | ---- | ---- |
| 2001년 선거 | 국회의원 (주롱 통합선거구)         | 10대 | 인민행동당 | 79.75%   | 84,472표 | 1위  |      |
| 2006년 선거 | 국회의원 (주롱 통합선거구)         | 11대 | 인민행동당 | 단독후보 | 무투표   | 1위  |      |
| 2011년 선거 | 국회의원 (주롱 통합선거구)         | 12대 | 인민행동당 | 66.96%   | 76,595표 | 1위  |      |
| 2015년 선거 | 국회의원 (마실링 예 티 통합선거구) | 13대 | 인민행동당 | 68.73%   | 68,485표 | 1위  |      |
| 2017년 선거 | 싱가포르의 대통령                  | 8대  | 무소속     | 단독후보 | 무투표   | 1위  |      |